# 名古屋テレビステーションEYE
『名古屋テレビステーションEYE』（なごやテレビステーションアイ）は、1991年4月1日から1997年9月28日までに、名古屋テレビで6代目の夕方に生放送されていた東海3県向けニュースワイド番組である。

## 番組概要
- 前身番組は『名古屋テレビ600ステーション ANN』で、テレビ朝日発の全国ニュースが『ANN 600ステーション』から『ステーションEYE』へ移行するのに合わせて改題リニューアルした。

- 番組前半ではテレビ朝日発の『ステーションEYE』を放送し、後半では東海3県のローカルニュースを伝えていた。

- 本番組でもCMを挿まずに18時28分30秒でローカルパートへと切り替わり、ヘッドラインVTRを2項目オンエアーするというスタイルだったが、後にローカルパートは18時30分スタートになった。ローカルパートではローカルニュースのほかに、特集とスポーツニュースと天気予報も放送していた。

- 1993年春までは平日に本番組が、週末に『ANN名古屋テレビ530ステーション』（『名古屋テレビ600ステーション ANN』の終了後にも放送されていた週末版）が放送されていたが、同年3月28日に後者が終了し、本番組も4月2日に平日の放送を終了。

- 翌日の4月3日には替わって本番組が週末のニュース番組になり、4月5日には平日のニュース番組として『名古屋テレビぐっとEVENING』がスタートした。以来、本番組は1997年秋までの4年半、週末の生放送ニュース番組枠として放送され続けた。

## 放送時間
| 期間      | 期間      | 放送時間（JST）        | 放送時間（JST）        |
| 期間      | 期間      | 月曜日 - 金曜日        | 土曜日・日曜日         |
| --------- | --------- | ---------------------- | ---------------------- |
| 1991.4.1  | 1992.3.27 | 18:00 - 18:55 （55分） | （放送無し）           |
| 1992.3.30 | 1993.4.2  | 18:00 - 19:00 （60分） | （放送無し）           |
| 1993.4.3  | 1997.9.28 | （放送終了）           | 17:30 - 18:00 （30分） |

### 補足
- 平日版は『ステーションEYE（ANN STATION EYE → ステーションEYE ANN）』を内包。番組放送開始から1年間は18時から18時55分までの放送で、直後の時間帯には『ヤン坊マー坊天気予報』が放送されていた。1993年4月2日まで放送。
- 週末版は平日版の終了後にスタート。『ANN 530ステーション』改め『ステーションEYE ANN』を内包していた。1997年9月28日まで放送。

## キャスター

### 平日版
『名古屋テレビ600ステーション』の担当キャスターたちが引き続き担当していた。 
- 山崎昭
- 高島和子
- 塚本展子 - 天気予報担当。

### 週末版
- 番組放送当時の名古屋テレビのアナウンサーによるシフト勤務